# In the Blink of an Eye
Pour plus de détails, voir Fiche technique et Distribution.
In the Blink of an Eye est un film de science-fiction américain réalisé par Andrew Stanton et actuellement sans date de sortie annoncée.

## Synopsis
Le film dépeint trois histoires interconnectées qui explorent l'histoire du monde[réf. nécessaire].

## Fiche technique
Sauf indication contraire, les informations mentionnées dans cette section peuvent être confirmées par la base de données cinématographiques IMDb,  présente dans la section « Liens externes ».
- Titre original : In the Blink of an Eye
- Réalisation : Andrew Stanton[1]
- Scénario : Colby Day[1]
- Musique : n.c.
- Photographie : n.c.
- Production : Jared Ian Goldman[1],[2]
- Société de production : Searchlight Pictures
- Société de distribution : n.c.
- Pays de production :  États-Unis
- Langue originale : anglais
- Format : couleur
- Genre : science-fiction
- Date de sortie : Date sujette à modification

## Distribution
- Kate McKinnon
- Rashida Jones
- Daveed Diggs
- Jorge Vargas
- Tanaya Beatty
- Skywalker Hughes

## Production

### Genèse et développement
Le 7 octobre 2022, il est annoncé que le cinéaste américain oscarisé Andrew Stanton, connu pour avoir réalisé les films de Pixar WALL-E et Le Monde de Nemo et pour avoir écrit le scénario de Toy Story et Toy Story 3, va réaliser pour Searchlight Pictures un film de science-fiction intitulé In the Blink of Eye,,,.
Le scénario, écrit par Colby Day il y a plusieurs années, a été repris en 2017 sur la Black List d'Hollywood, une liste noire annuelle des meilleurs scénarios qui n'ont pas encore été développés, qui est un sondage qui reprend les scénarios les plus appréciés des cadres supérieurs et des assistants d'Hollywood et qui n'ont pas encore été produits,. Colby Day a cité les films 2001, l'Odyssée de l'espace (1968), Magnolia (1999) et Interstellar (2014) comme des influences pour l'histoire.
La production est assurée par Jared Ian Goldman mais Colby Day agira en tant que producteur délégué avec Taylor Friedman et Apolline Berty de Searchlight Pictures,,,,.

### Attribution des rôles
Le 20 mars 2023, il est annoncé que l'actrice Kate McKinnon, lauréate d'un Emmy Award, jouera dans le film,,. Le lendemain, l'actrice Rashida Jones est confirmée dans le rôle d'un professeur d'anthropologie qui s'occupe de sa mère mourante. Le 23 mars, Daveed Diggs intègre à son tour la distribution du film,, rejoint une semaine plus tard par Jorge Vargas, Tanaya Beatty et Skywalker Hughes.

### Tournage
Le tournage se déroule du 24 mars au 16 mai 2023 à Vancouver en Colombie-Britannique, au Canada,.